# SK-105 Kürassier
Le SK-105 Kürassier est un char léger ou chasseur de chars autrichien armé d'un canon rayé de 105 mm dans une tourelle oscillante. Environ 700 exemplaires ont été construits. Il est nommé Jagdpanzer Kürassier par la Bundesheer.

## Histoire

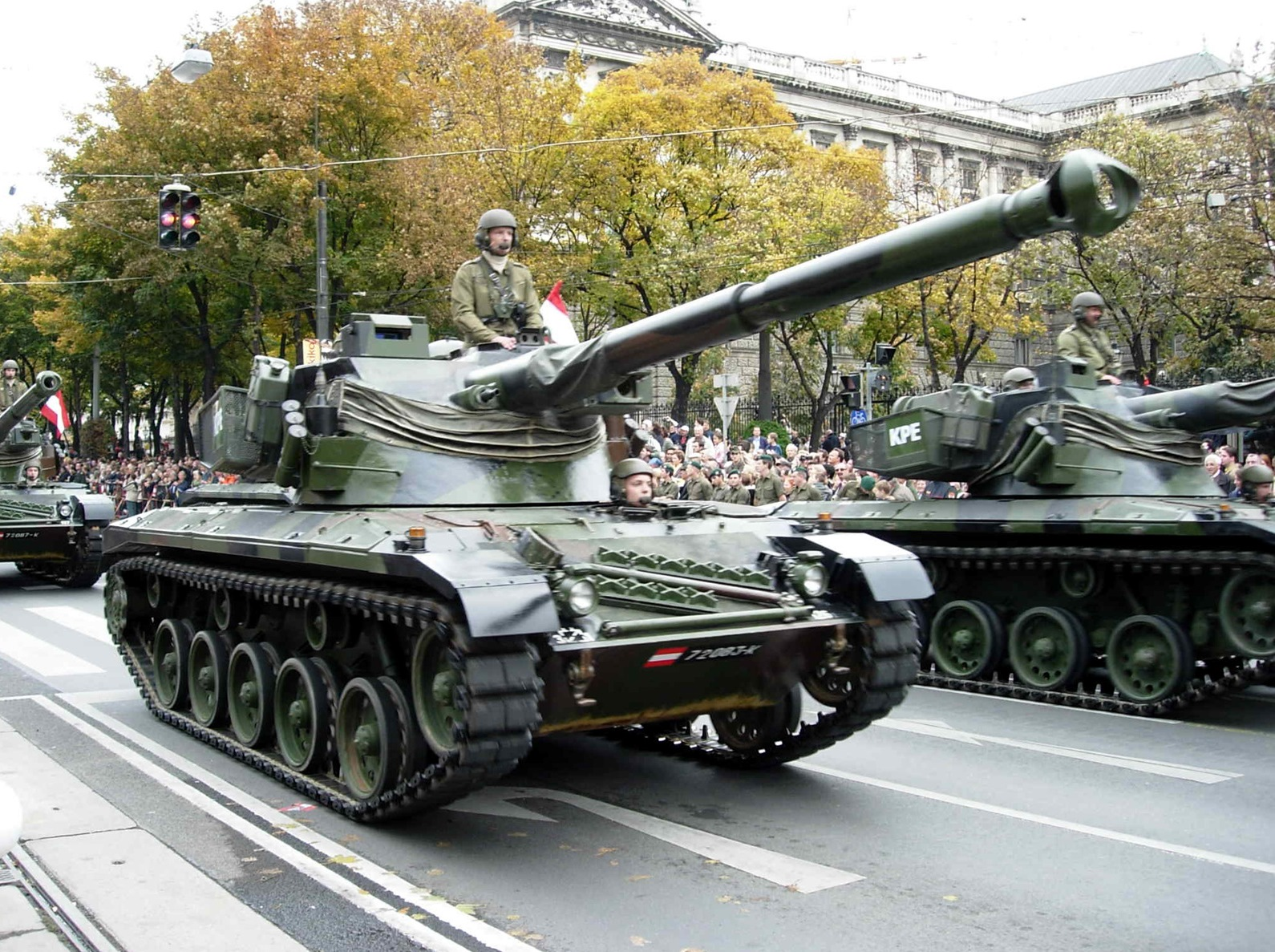
Défilé militaire à Vienne en 2005.

Le SK-105 a été développé par Saurer-Werk, ensuite racheté par Steyr-Daimler-Puch, en réponse à une demande de la Bundesheer pour un véhicule antichar. Le premier prototype est construit en 1967 et la livraison des véhicules de pré-production débute en 1971,.

## Caractéristiques
La construction du SK-105 est basée sur le transport de troupe Saurer. En raison de son faible poids, le SK-105 est transportable par un avion de transport C-130 Hercules. L'épaisseur du blindage en acier varie de 8 à 40 mm.
La conception de la tourelle, fabriquée par Giat industries, est dérivée du design Fives-Cail Babcock FL-12 de l'AMX-13. Elle peut accomplir des rotations de 360 degrés. Le chef de char est assis à gauche et le canonnier à droite. Le canon de calibre 105 mm est capable de tirer des obus explosifs standards ou antichars ainsi que des fumigènes. Après modification, il est aussi possible de tirer des pénétrateurs à énergie cinétique. Le canon peut être incliné de −8 degrés à 12 degrés verticalement. L'approvisionnement en munitions est fourni par deux magasins de type revolver contenant chacun trois obus semblables à ceux qu'on trouve sur l'AMX-13.
Le SK-105 est capable de traverser à gué jusqu'à une profondeur de 1 m, de franchir des tranchées de 1,41 m et de grimper des pentes de 75 %.

## Variantes
- SK-105/A1
- SK-105/A2 : Moteur de 370 ch, nouveau système de contrôle de feu et système automatique de chargement des munitions[3].
- SK-105/A2 AR : Mise à niveau des SK-105A1 argentins au standard A2.
- SK-105/A3 : Nouvelle tourelle, blindage renforcée, canon rayé M68 de 105 mm capable de tirer les munitions OTAN[3].
- Bergepanzer "Greif" A1 : Véhicule blindé de dépannage[4].
- Pionierpanzer 4KH7FA-SB 20 : Véhicule blindé du génie[5].
- Fahrschulpanzer 4KH7FA-FA : Véhicule spécial pour la formation des pilotes au SK-105. La tourelle est remplacée par une superstructure plus adaptée[3].
- TAN Patagón (en) : Variante argentine du SK-105 livrée entre 2005 et 2008 à cinq exemplaires (prototype inclus)[6].

## Utilisateurs

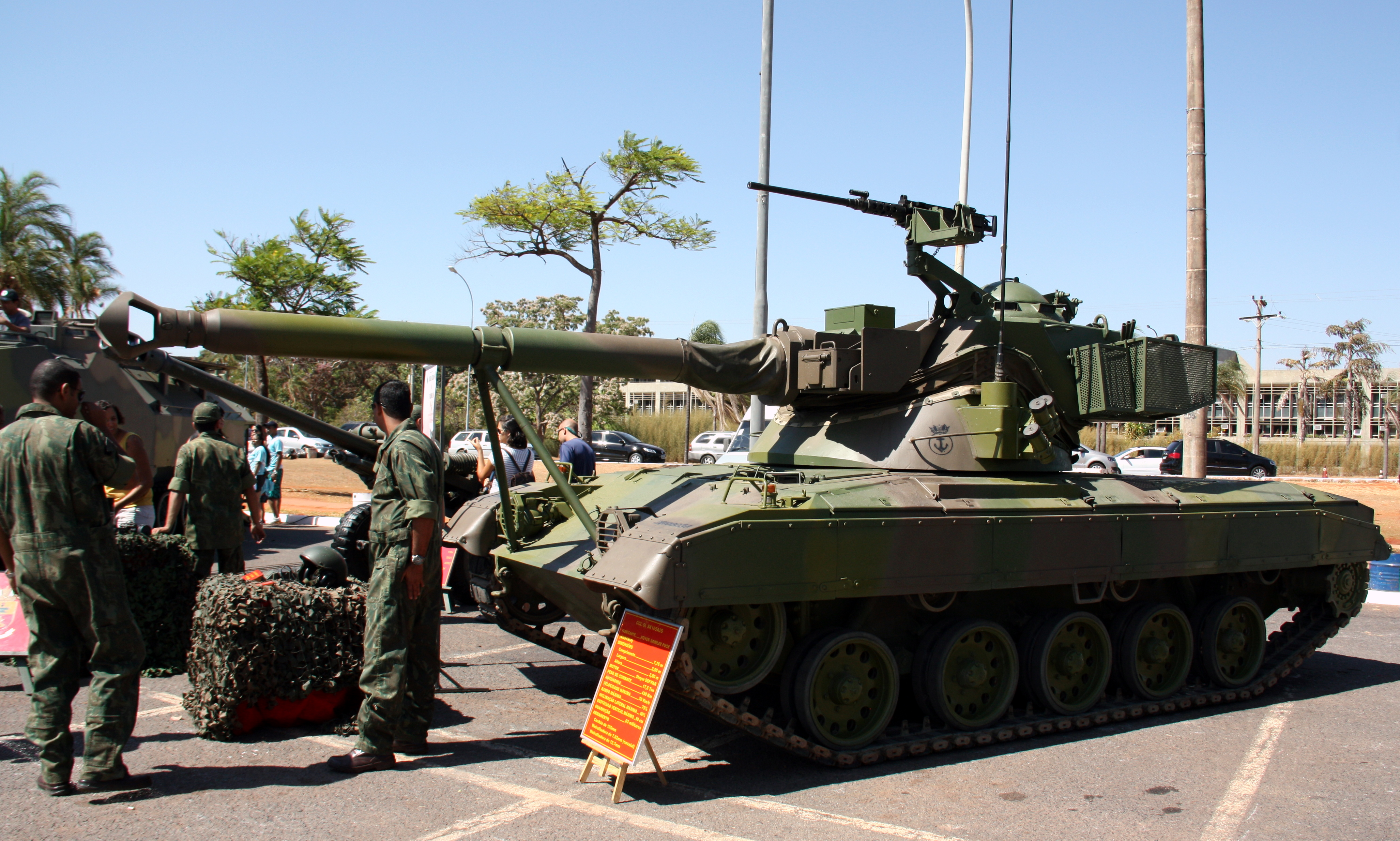
Un SK-105 du corps des fusiliers-marins brésiliens en 2011.

- Argentine : 112 SK-105A2 AR, 6 SK-105KA2, 10 Greif[7],[8] et 4 TAN Patagon.
- Autriche : 318 SK-105 dont 133 SK-105A1 et 152 SK-105A2[9].
- Bolivie : 36 SK-105A1, 18 SK-105A2 et 2 Greif[10],[8]
- Botswana [3]: 50 SK-105A2
- Brésil : 17 SK-105A2S et 1 Greif (Corpo de Fuzileiros Navais)[8]
- Maroc - Armée royale[3]: 120 dont 111 SK-105
- Tunisie [3]: 59